# Callona praestans
Callona praestans là một loài bọ cánh cứng trong họ Cerambycidae.